# مولوسوس (كلب)
مولوسوس (باليونانية: Μολοσσός) (يُعرف أيضًا باسم كلب مولوسيان، أو إبيروس ماستيف أو مولوسر) وهي سلالة من الكلاب باليونان القديمة.

## نبذة
كانت مولوسوس كلابًا تحتفظ بها القبيلة اليونانية القديمة ومملكة مولوسيان، الذين سكنوا منطقة إبيروس.
اشتهرت مولوسوس في جميع أنحاء العالم القديم بحجمه وشراسته، وقد ورد ذكره كثيرًا في الأدب القديم، بما في ذلك كتابات أريستوفانيس وأرسطو وهوراس ولوكريتيوس وبلوتوس، أصدر المولوسيون عملات فضية تحمل صورة لمولوسوس كشعار لهم.
خلال الفتوحات العسكرية اكتشف الإسكندر الأكبر بعض الكلاب العملاقة في آسيا التي أثارت إعجابه لدرجة أنه أرسل بعضًا منها إلى الوطن؛ بصفته ابنًا لأميرة مولوسي، أصبحت هذه الكلاب مرتبطة بشعب والدته.